# Stavri Ghiolu
Stavri Ghiolu (n. 21 mai 1899, Zimnicea, Teleorman, România) a fost un om polic român, subsecretar de stat la Ministerul Economiei Naționale pentru Industrie, Comerț și Mine (31 august 1942 - 23 august 1944) în Guvernul Ion Antonescu (3). Stavri Ghiolu a fost arestat pe 18 mai 1946 și condamnat la 8 ani de închisoare, executați la închisorile de la Jilava și Aiud. Stavri Ghiolu a fost căsătorit cu Maria Ghiolu (1902 - 1975). Stavri Ghiolu a fost absolvent al Școlii Centrale de Arte și Manufactură din Paris (1923).